# 27. prosinca
27. prosinca (27. 12.) 361. je dan godine po gregorijanskom kalendaru (362. u prijestupnoj godini).
Do kraja godine ima još 4 dana.

## Događaji
- 1647. – Nikola Zrinski postavljen za hrvatskog bana.
- 1904. – U Londonu je održana praizvedba kazališne predstave Petar Pan Jamesa Matthewa Barriea.
- 1945. – Osnovana Svjetska banka.
- 1945. – Koreja podjeljena na dvije države (Sjevernu i Južnu).
- 1972. – Australija obustavila vojnu pomoć južnom Vijetnamu i time okončala učešće u Vijetnamskom ratu.
- 1978. – Novim ustavom u Španjolskoj uvedena ustavna monarhija, a Juan Carlos I. zauzima mjesto Franca na čelu države (ponovno je uvedena demokracija nakon 40 godina).
- 1985. – Napad palestinskih gerilaca na zračne luke u Rimu i Beču.
- 1991. – Utemeljena 156. brigada HV, Makarska.
- 2000. – Kina i Kuba u Havani potpisale protokol o jačanju vojne suradnje.
- 2007. – Ubijena Benazir Buto, pakistanska političarka, prva žena na čelu postkolonijalne muslimanske države.
- 2008. – Započeo Rat u Gazi.

| - 1571. – Johannes Kepler, njemački astronom († 1630.) - 1637. – Petar Kanavelić, hrvatski pjesnik, epski i dramski pisac († 1719.) - 1797. – Mirza Galib, indijski pjesnik († 1869.) - 1822. – Louis Pasteur, francuski kemičar i biolog († 1895.) - 1901. – Marlene Dietrich, njemačko-američka glumica i pjevačica († 1992.) - 1906. – Ivan Brkanović, hrvatski skladatelj († 1987.) - 1925. – Michel Piccoli, francuski glumac - 1948. – Gerard Depardieu, francuski glumac - 1959. – Ivan Selak, hrvatski vojni pilot - 1962. – Danko Jakšić, hrvatski slikar († 2014.) - 1969. – Nenad Cvetko, hrvatski glumac - 1975. – Petar Hranuelli, hrvatski kipar - 1995. – Timothée Chalamet, francusko-američki glumac | - 1923. – Gustave Eiffel, francuski konstruktor (* 1832.) - 1942. – Jure Francetić, hrvatski vojnik i političar. (* 1912.) - 1956. – Nikolaj Panin, ruski klizač (* 1872.) - 1994. – Zvonimir Kulundžić, hrvatski publicist, bibliolog i povjesničar (* 1911.) - 2002. – George Roy Hill, američki filmski redatelj. (* 1921.) - 2007. – Benazir Bhutto, pakistanska političarka i bivša premijerka (* 1953.) - 2018. – Jakša Fiamengo, hrvatski pjesnik i akademik (* 1946.) |

## Blagdani i spomendani
- Sveti Ivan Evanđelist – Ivanje (svetkovina slobodnih zidara)

## Imendani
- Ivan
- Janko
- Fabiola